# Friedrich Alexander Keyl
Johann Friedrich August Alexander Keyl (* 5. Januar 1809 in Ansbach; † 13. Dezember 1878 ebenda) war ein deutscher Jurist und Politiker.

## Leben
Als Sohn eines Rentamtmanns geboren, studierte Keyl nach dem Besuch des Ansbacher Gymnasiums Rechtswissenschaften in Erlangen. Während seines Studiums wurde er 1825 Mitglied der Alten Erlanger Burschenschaft und war 1827 einer der Mitgründer der Alten Erlanger Burschenschaft Germania. Nach seinem Studium wurde er Appellationsgerichts-Akzessist. Ab 1839 war er als Advokat und Notar in Rothenburg ob der Tauber. Von 1856 bis 1859 war er Abgeordneter der Bayerischen Abgeordnetenkammer. 1876 erhielt er das Ritterkreuz I. Klasse des Verdienstordens vom Heiligen Michael und trat ein Jahr später in den Ruhestand.